# Liste der Eisschnelllaufeuroparekorde
Eisschnelllaufeuroparekorde sind eine inoffiziell kontinentale Rekordliste im Eisschnelllauf.

## Europarekorde Frauen
| Disziplin                             | Sportlerin                                 | Zeit             | Datum                 | Ort               | Bestand               |
| ------------------------------------- | ------------------------------------------ | ---------------- | --------------------- | ----------------- | --------------------- |
| 0 100 m                               | Jenny Wolf                                 | 0 10,21 (WR)     | 7. März 2009          | Utah Olympic Oval | 16 Jahre und 166 Tage |
| 0500 m                                | Jenny Wolf                                 | 0 37,00          | 11. Dezember 2009     | Utah Olympic Oval | 15 Jahre und 252 Tage |
| 01000 m                               | Ireen Wüst                                 | 01:13,33         | 17. November 2013     | Utah Olympic Oval | 11 Jahre und 276 Tage |
| 01500 m                               | Ireen Wüst                                 | 01:52,08         | 16. November 2013     | Utah Olympic Oval | 11 Jahre und 277 Tage |
| 03000 m                               | Martina Sáblíková                          | 03:55,54         | 12. Februar 2011      | Olympic Oval      | 14 Jahre und 189 Tage |
| 05000 m                               | Martina Sáblíková                          | 06:42,66 (WR)    | 18. Februar 2011      | Utah Olympic Oval | 14 Jahre und 183 Tage |
| 10.000 m                              | Martina Sáblíková                          | 13:48,33 (WB)    | 15. März 2007         | Olympic Oval      | 18 Jahre und 158 Tage |
| 60 min                                | Maria Sterk                                | 36.441,26 m (WB) | 29. März 2005         | Thialf            | 20 Jahre und 144 Tage |
| Teamlauf (6 Runden)                   | DeutschlandFriesinger, Pechstein, Anschütz | 02:56,04         | 13. November 2005     | Olympic Oval      | 19 Jahre und 280 Tage |
| Mehrkämpfe                            | Sportlerin                                 | Punkte           | Datum                 | Ort               | Bestand               |
| 2 × 500 m                             | Jenny Wolf                                 | 074,420 (WR)     | 10. März 2007         | Utah Olympic Oval | 18 Jahre und 163 Tage |
| Sprint-MK (500, 1000, 500, 1000 m)    | Monique Garbrecht-Enfeldt                  | 149,305          | 11. – 12. Januar 2003 | Utah Olympic Oval | 22 Jahre und 220 Tage |
| Mini-MK (500, 1500, 1000, 3000 m)     | Marrit Leenstra                            | 156,360          | 12. – 13. März 2008   | Olympic Oval      | 17 Jahre und 160 Tage |
| Kleiner MK (500, 3000, 1500, 5000 m)  | Claudia Pechstein                          | 158,265          | 18. – 19. März 2006   | Olympic Oval      | 19 Jahre und 154 Tage |
| Großer MK (500, 5000, 1500, 10.000 m) | Mari Hemmer                                | 168,287 (WB)     | 12. – 14. März 2008   | Olympic Oval      | 17 Jahre und 159 Tage |

Nicht oder nicht mehr im internationalen Wettkampf ausgetragen.
Inoffizielle Bestleistung.
- WR – Weltrekord
- WB – Weltbestleistung
- Stand: 5. Februar 2014[2]

## Europarekorde Männer
| Disziplin                             | Sportler                               | Zeit             | Datum                 | Ort               | Bestand               |
| ------------------------------------- | -------------------------------------- | ---------------- | --------------------- | ----------------- | --------------------- |
| 0100 m                                | Pekka Koskela                          | 0 9,49           | 15. Februar 2004      | Ritten Arena      | 21 Jahre und 186 Tage |
| 0500 m                                | Ronald Mulder                          | 0 34,25          | 17. November 2013     | Utah Olympic Oval | 11 Jahre und 276 Tage |
| 01000 m                               | Stefan Groothuis                       | 01:06,96         | 29. Januar 2012       | Olympic Oval      | 13 Jahre und 203 Tage |
| 01500 m                               | Koen Verweij                           | 01:42,28         | 15. November 2013     | Utah Olympic Oval | 11 Jahre und 278 Tage |
| 03000 m                               | Eskil Ervik                            | 03:37,28 (WR)    | 5. November 2005      | Olympic Oval      | 19 Jahre und 288 Tage |
| 05000 m                               | Sven Kramer                            | 06:03,32 (WR)    | 17. November 2007     | Olympic Oval      | 17 Jahre und 276 Tage |
| 10.000 m                              | Sven Kramer                            | 12:41,69 (WR)    | 10. März 2007         | Utah Olympic Oval | 18 Jahre und 163 Tage |
| 60 min                                | Casper Helling                         | 41.969,10 m (WB) | 15. März 2007         | Utah Olympic Oval | 18 Jahre und 158 Tage |
| Teamlauf (8 Runden) – Verlauf         | NiederlandeBlokhuijsen, Verweij Kramer | 03:35,60 (WR)    | 16. November 2013     | Utah Olympic Oval | 11 Jahre und 277 Tage |
| Mehrkämpfe                            | Sportler                               | Punkte           | Datum                 | Ort               | Bestand               |
| Sprint-MK (500, 1000, 500, 1000 m)    | Michel Mulder                          | 136,790 (WR)     | 26. – 27. Januar 2013 | Utah Olympic Oval | 12 Jahre und 205 Tage |
| Mini-MK (500, 1500, 1000, 3000 m)     | Martin Hersman                         | 146,862 (WB)     | 9. – 11. August 2002  | Olympic Oval      | 23 Jahre und 9 Tage   |
| Kleiner MK (500, 3000, 1500, 5000 m)  | Erben Wennemars                        | 146,365 (WR)     | 12. – 13. August 2005 | Olympic Oval      | 20 Jahre und 7 Tage   |
| Großer MK (500, 5000, 1500, 10.000 m) | Sven Kramer                            | 147,567          | 7. – 8. Februar 2009  | Vikingskipet      | 16 Jahre und 193 Tage |

Nicht oder nicht mehr im internationalen Wettkampf ausgetragen.
Inoffizielle Bestleistung.
- WR – Weltrekord
- WB – Weltbestleistung
- Stand: 5. Februar 2014[2]